# Kazenga LuaLua
Kazenga LuaLua, né le 10 décembre 1990 à Kinshasa, est un footballeur congolais qui évolue au poste de milieu de terrain.
Son frère aîné, Lomana LuaLua, est également footballeur.

## Biographie

### En club
Formé à Newcastle United, Kazenga LuaLua fait ses débuts en équipe première lors d'un match de Coupe d'Angleterre face à Stoke City le 6 janvier 2008.
Il est ensuite prêté aux Doncaster Rovers. Il ne joue que quatre rencontres avec le club de Championship et réintègre l'effectif des Magpies avant d'être une nouvelle fois prêté en 2010, cette fois à Brighton & Hove, en League One. Le 1er janvier 2011, il est de retour à Newcastle. En juillet 2011, il est prêté pour une troisième fois consécutive à Brighton, avant d'y être définitivement transféré au mois de novembre.
Prêté deux fois aux Queens Park Rangers en 2017, LuaLua met un terme au contrat qui le lie avec Brighton en janvier 2018 avant de s'engager pour six mois avec le Sunderland AFC.
Le 26 septembre 2018, libre depuis la fin de son contrat avec le Sunderland AFC, il rejoint Luton Town pour une saison, qui évolue alors en D3 anglaise.

## Palmarès

### En club
- Brighton & Hove
  - Champion d'Angleterre de D3 en 2011.

- Luton Town
  - Champion d'Angleterre de D3 en 2019.